# Giuseppe Antonio Ferretto
Giuseppe Antonio Ferretto, italijanski rimskokatoliški duhovnik, škof in kardinal, * 9. marec 1899, Rim, † 17. marec 1973.

## Življenjepis
24. februarja 1923 je prejel duhovniško posvečenje.
14. decembra 1958 je bil imenovan za naslovnega nadškofa Serdike in 27. decembra istega leta je prejel škofovsko posvečenje.
20. januarja 1959 je postal tajnik v Rimski kuriji.
16. januarja 1961 je bil povzdignjen v kardinala in imenovan za kardinal-duhovnika S. Croce in Gerusalemme. 26. marca istega leta je postal kardinal-škof Sabine in Poggio Mirteta.
Med 7. aprilom 1967 in 1. marcem 1973 je bil višji sodnik Apostolske penitenciarije.